# Companii listate la Bursa de Valori București
Companii listate la Bursa de Valori București:
Antibiotice Iași, Albalact, Altur, Alumil Rom Industry, Amonil, Armax Gaz, Aerostar, Artego, Azomureș, BRD - Groupe Société Générale, Banca Transilvania, Electrica, Fondul Proprietatea, Impact București, Oltchim, Petrom, Rompetrol Rafinare, Romgaz, SIF1 Banat-Crișana, SIF2 Moldova, SIF3 Transilvania, SIF4 Muntenia, SIF5 Oltenia, Turbomecanica, Transelectrica, Banca Comercială Carpatica, Agrana, Biofarm, SSIF Broker, Bursa de Valori București, Commerzbank, Cemacon, COMCM, Comelf, Compa, Conted, Concefa, Condmag, Combinatul de Oțeluri Speciale Târgoviște, Conpet, Transilvania Construcții, Dafora, Erste Bank, THR Marea Neagră, Electroargeș, Electroaparataj, Electromagnetica, Electrica, Electroputere, Impact SA, Mecanica Ceahlău, Mefin, New Europe Property Investments, Oil Terminal Constanța, Oltchim, Petrolexportimport, Prodplast, Prefab, Rompetrol Well Services.